# Jennison Myrie-Williams
Jennison Machisti Myrie-Williams (Lambeth, Inglaterra, 17 de mayo de 1988), futbolista inglés, Juega de volante y su actual equipo es el Torquay United de la National League.

## Selección nacional
Ha sido internacional con la Selección de fútbol de Inglaterra Sub-20.

## Clubes
| Club                 | País       | Año       |
| -------------------- | ---------- | --------- |
| Bristol City         | Inglaterra | 2006-2007 |
| Cheltenham Town      | Inglaterra | 2007      |
| Tranmere Rovers      | Inglaterra | 2007-2008 |
| Cheltenham Town      | Inglaterra | 2008      |
| Carlisle United      | Inglaterra | 2008      |
| Hereford United      | Inglaterra | 2009      |
| Dundee United        | Escocia    | 2009-2010 |
| St. Johnstone FC     | Escocia    | 2010-2011 |
| Stevenage FC         | Inglaterra | 2011      |
| Port Vale FC         | Inglaterra | 2011-2012 |
| Stevenage FC         | Inglaterra | 2012      |
| Port Vale FC         | Escocia    | 2012-2014 |
| Scunthorpe United FC | Escocia    | 2014      |
| Tranmere Rovers FC   | Inglaterra | 2015      |
| Sligo Rovers FC      | Irlanda    | 2015      |
| Newport County       | Gales      | 2016-2017 |
| Torquay United       | Inglaterra | 2017-     |

## Palmarés

### Campeonatos nacionales
| Título          | Club          | País    | Año  |
| --------------- | ------------- | ------- | ---- |
| Copa de Escocia | Dundee United | Escocia | 2010 |